# La Bel Lair
La Bel Lair es una localidad de Santa Lucía que forma parte del distrito de Gros Islet.